# Decisio Saxonica
Die Decisio Saxonica bezeichnet den Versuch kursächsischer Theologen, unter Führung des Dresdner Oberhofpredigers Matthias Hoë von Hoënegg 1624 im sogenannten Kenosis-Krypsis-Streit zu einer vermittelnden Entscheidung zu gelangen.
Zwischen der Tübinger und der Gießener theologischen Fakultät hatte sich ein christologischer Streit um die Frage des Verhältnisses von göttlicher und menschlicher Natur Christi entwickelt, der auf den Gegensatz zwischen der Ubiquitätslehre von Johannes Brenz und Jakob Andreae und der Multivolipräsenzlehre von Martin Chemnitz zurückging. Dabei stellten die Gießener die These auf, dass die göttliche Natur im Stand der Knechtschaft auf den Gebrauch der göttlichen Eigenschaften verzichtet habe (Kenosis), Christus also die Welt nur mit, nicht aber durch seine Menschheit regiert habe, wie er es im Stand der Herrlichkeit tue. Dagegen nahmen die Tübinger, die sonst die Personeneinheit der beiden Naturen Christi nicht gewahrt sahen, einen verhüllten Gebrauch (Krypsis) an.
Die sächsische Entscheidung fiel weitgehend zugunsten der Gießener Position aus, wurde jedoch kaum rezipiert.